# Baldus de Ubaldis
Pietro Baldus de Ubaldis (italienska: Pietro Baldo degli Ubaldi), född 2 oktober 1327 i Perugia, död 28 april 1400 i Pavia, var en italiensk jurist.
Baldus de Ubaldis var elev till Bartolus de Saxoferrato, och blev professor i Perugia, sedermera i Pavia. Han tillhörde de så kallade postglossatorerna eller kommentatorerna, och har utan kommentarer till romersk och kanonisk rätt utgivit många utlåtanden (consilia) i rättstvister. Baldus de Ubaldis deltog även i det politiska livet och anlitades för biläggande av stridigheter inom kurian.